# Lac Huard (Belle-Rivière)
Pour les articles homonymes, voir Huard et Lac Huard.
Le lac Huard est un plan d'eau dans le bassin versant de la rivière Métabetchouane. Ce plan d’eau est situé dans le territoire non organisé de Belle-Rivière, dans la municipalité régionale de comté du Lac-Saint-Jean-Est, dans la région administrative de la Saguenay–Lac-Saint-Jean, dans la province de Québec, au Canada.
Quelques routes forestières secondaires permettent l’accès au bassin versant du lac Huard. Ces routes permettent les activités de foresterie et les activités récréotouristiques.
La foresterie constitue la principale activité économique du secteur; les activités récréotouristiques, en second.
La surface du lac Huard est habituellement gelée du début de décembre à la fin mars, toutefois la circulation sécuritaire sur la glace se fait généralement de la mi-décembre à la mi-mars.

## Géographie
Le lac Huard est situé dans la partie ouest de la MRC Lac-Saint-Jean-Est. Les principaux bassins versants voisins du lac Huard sont:
- côté nord: rivière Métabetchouane, lac à la Carpe, lac de la Belle Rivière;
- Côté est: rivière aux Écorces;
- côté sud: lac aux Montagnais, lac Métascouac, lac aux Écorces;
- côté ouest: rivière Métabetchouane[2].

Le lac Huard comporte une longueur de 5,3 km en forme de croissant ouvert vers le sud-ouest, une largeur maximale de 1,1 km, une altitude est de 378 m et une superficie de km2. Son embouchure est située au nord-ouest, à :
- 2,5 km à l'est du cours de la rivière Métabetchouane;
- 7,2 km au sud de l'embouchure de la rivière aux Canots;
- 14,2 km à l'ouest d'une courbe de la rivière aux Écorces;
- 19,4 km au nord-est de l'embouchure du lac Métabetchouane[2].

À partir de l'embouchure du lac Huard, le courant:
- suit le cours de la décharge du lac Huard sur 3,1 km vers le nord-ouest;
- suit le cours de la rivière Métabetchouane vers le nord sur 43,6 km jusqu’à la rive sud du lac Saint-Jean;
- traverse ce dernier sur 22,8 km vers le nord-est, jusqu'à son embouchure;
- emprunte le cours de la rivière Saguenay via la Petite Décharge sur 172,3 km jusqu’à Tadoussac où il conflue avec l’estuaire du Saint-Laurent[2].

## Toponymie
Le toponyme « lac Huard » a été officialisé le 5 décembre 1968.